# Spilosoma nyasana
Spilosoma nyasana là một loài bướm đêm thuộc phân họ Arctiinae, họ Erebidae.